# Garbage
Garbage és un grup de rock americà creat l'any 1994 a Madison, Wiscounsin. Els seus components són Shirley Manson, Butch Vig, Duke Erikson i Steve Marker.

## Discografia
- Garbage (1995)
- Version 2.0 (1998)
- Beautifulgarbage (2001)
- Bleed like me (2005)
- Not Your Kind of People (2012)
- Strange Little Birds (2016)
- No Gods No Masters (2021)

## Trajectòria musical
Del primer àlbum del grup, "Garbage", se'n vengueren 4 milions d'exemplars i obtingué dos discos de platí als EUA, Austràlia i al Regne Unit.
Al cap de 3 anys, aparegué el seu segon àlbum, "Version 2.0". Aquest va obtenir dues nominacions als premis Grammy: "Àlbum de l'any" i "Millor àlbum de rock". L'any 1999, el grup va compondre la banda sonora del film de James Bond "Amb el món no n'hi ha prou" i contribuí, amb la cançó "When I Grow Up" de l'àlbum "Version 2.0", a la banda sonora del film d'Adam Sandler, "Big Daddy".
Dos anys després del llançament de la cançó "The World Is Not Enough", aparegué el tercer àlbum de Garbage, "Beautiful Garbage". Aquest àlbum no aconseguí mantenir el nivell de vendes dels seus predecessors. El grup estigué a un pas de la separació l'any 2003, però els seus membres decidiren continuar amb la banda. L'any 2005 aparegué el quart àlbum, "Bleed like me". Aquest arribà al quart lloc als Estats Units. El grup anuncià des de llavors una pausa indefinida, i puntualitzà que no significava una separació del grup.
El juliol de l'any 2007, sortí l'àlbum "Absolute Garbage". Contenia una peça nova, "Tell me where it hurts" i un remix de la peça "It's All Over but the Crying", de l'àlbum "Bleed like me".

## Guardons
Nominacions
- 1997: Grammy al millor nou artista
- 1999: Grammy al millor àlbum de rock